# Tim Melia
Tim Melia, né le 15 mai 1986 à Great River sur Long Island dans l'État de New York, est un joueur de soccer américain. Il joue au poste de gardien de but.

## Biographie
2015 est l'année de la révélation de Tim Melia. Il gagne sa place de gardien titulaire avec le Sporting Kansas City, et remporte la Coupe des États-Unis de soccer 2015. Il remporte également à titre individuel le Trophée du retour de l’année en MLS.

## Palmarès
- Vainqueur de la Lamar Hunt U.S. Open Cup en 2015
- Vainqueur du Trophée du retour de l’année en MLS en 2015